# Strophaeus kochi
Strophaeus kochi är en spindelart som först beskrevs av O. Pickard-Cambridge 1870.  Strophaeus kochi ingår i släktet Strophaeus och familjen Barychelidae.
Artens utbredningsområde är Peru. Inga underarter finns listade i Catalogue of Life.